# Émilien de Nantes
Pour les articles homonymes, voir Saint Émilien et Émilien (homonymie).
Émilien de Nantes († 725) serait né à Nantes d'une famille gallo-romaine et aurait été soldat avant d'être évêque et comte de Nantes.
C'est un saint chrétien fêté le 27 juin sous le nom de saint Émilien.

## Histoire et tradition
Au temps de son épiscopat, les musulmans, sous le nom de Sarrasins, menaçaient la religion chrétienne et les souverains européens. Il ne put demeurer insensible à tant de périls : il prêcha la guerre sainte, et prit les armes avec un grand nombre de ses fidèles. En vue de la ville d'Autun assiégée, à Saint-Forgeot, il remporta une première victoire, et fit son entrée dans Autun. Quelques jours après, il mettait l'ennemi en déroule à Saint-Pierre-l'Étrier, puis à Creuse-d'Auxy ; mais, cerné à Saint-Jean-de-Luze (depuis connu sous le nom de Saint-Émiland), par une formidable armée accourue de Châlons, il fut vaincu et tué dans la bataille près d'Autun (725),
Voici comment la chronique[Laquelle ?] raconte sa mort :

« Il haranguait encore ses soldats lorsqu'un messager arriva à toute bride : « Seigneur, hâtez-vous, déjà les païens fondent sur votre peuple et sur votre armée, et les combattent avec fureur. »
Le saint pontife se confiant en Dieu s'arme du signe de la croix et dit : « Seigneur, je remets mon âme entre vos mains » ; puis il se précipite au combat en s'écriant :« Courage, soldats, remettez-vous de tout à Dieu ».
Or, il arriva que Nympheus, homme d'une force et d'une taille merveilleuses s'offrit des premiers à sa rencontre. Emilien le voyant massacrer les chrétiens et les accabler de cruautés et d'outrages, s'élance courageusement contre lui, et le couvre de coups et de blessures.
Les païens accourent en grand nombre au secours de leur chef, le relevant de terre, et frappent le saint évêque de leurs épées et de leurs lances. Celui-ci ne cessait point d'exhorter les siens : « Ne craignez point la mort qui conduit à la vie ; au ciel un meilleur sort vous attend ; là est votre récompense ».
Disant ces mots, il exhale son dernier soupir. Sur l'ordre de Nympheus, son corps est décapité. »

[réf. nécessaire]
Quelques années plus tard, dans les champs de Poitiers, Charles Martel broyait l'armée sarrasine, laquelle réduisit ses incursions futures au nord des Pyrénées à de plus humbles rapines.
Les habitants d'Autun, pleins d'admiration et de reconnaissance pour de tels soldats, recueillirent pieusement leurs restes, les déposèrent dans des sarcophages en pierres monolithes, et élevèrent un oratoire sur le tombeau d’Émilien.

## Vénération
Au XIe siècle, les restes vénérés du saint furent transportés en l'église de Saint-Jean-de-Luz qui changea son nom en celui de Saint-Émilien.
Si à Nantes saint Émilien fut longtemps en oubli, ce fut parce qu'il mourut sur une terre éloignée, combattant auprès des Francs, peu de temps avant que la ville ne devienne bretonne et qu'aucun monument ne le rappelait à notre souvenir.
En 1856, monseigneur Jaquemet, évêque de Nantes, voulut établir son culte dans le diocèse ; il s'adressa à monseigneur de Marguerye, évêque d'Autun, et reçut des reliques du saint qui furent prélevées dans le trésor de l'église de Saint-Émiland (d'où l'on retira le 26 août 1858 « une côte entière, deux autres côtes non entières, une vertèbre lombaire presque entière, une phalange entière, tie notable d'un des os tibiaux péroné, un fragment de chair de la tête, un fragment de chair de la rotule droite » ; il demanda une parégalement à Rome que son nom soit inscrit au calendrier de l'église de Nantes et sa fête célébrée dans le diocèse. Une paroisse venait d'être fondée ; elle eut l'insigne honneur de recevoir son nom et d'être placée sous son patronage : il s'agit de Saint-Émilien-de-Blain.

## Source
- Abel Cahour, Notice historique et critique sur saint Emilien, évêque de Nantes..., Mazeau, 1859 (lire en ligne)